# Sartaná
Sartaná (en ucraniano: Сартана; en ruso: Сартана; en griego: Σαρτανάς) es un asentamiento de tipo urbano ucraniano perteneciente al óblast de Donetsk. Situado en el este del país, hasta 2020 era parte del área metropolitana de Mariúpol, pero actualmente es parte del raión de Mariúpol y del municipio (hromada) de Mariúpol.
El asentamiento está ocupado por Rusia desde el 2 de marzo de 2022 en el marco de la invasión rusa de Ucrania.

## Toponimia
El nombre Sartaná proviene del idioma urrumano que significa «becerro amarillo» ("sary" - amarillo, "tana" - becerro). Entre 1948 y 1992, Sartaná fue conocida como Primorske (en ucraniano: Приморське; en ruso: Приморское, romanizado: Primórskoye).

## Geografía
Sartaná está a orillas del río Kalmius, a 15 km de Mariúpol y a 90 km de Donetsk.

## Historia
El pueblo fue fundado en 1780 por los griegos urrumanos, reasentados por el gobierno ruso desde Crimea.  El reasentamiento fue iniciado por un decreto firmado por Catalina la Grande en 1779, que se conserva en el museo local de Mariúpol. El decreto incluía el transporte de la población griega, así como privilegios especiales para el establecimiento de la agricultura, la pesca, el comercio y la industria. Uno de los pioneros fue el arzobispo Ignacio, y unos 19.000 griegos se trasladaron con él.
En 1807, Mariupol y los pueblos griegos de los alrededores fueron reconocidos como una unidad administrativa independiente, con una población exclusivamente griega. En 1824, se construyó una iglesia de piedra en la ciudad en honor de San Jorge en la tradición de la arquitectura griega. De 1825 a 1831 funcionó en el pueblo el Seminario Teológico de Mariúpol. En 1898, la empresa belga SA Providence Russe abrió una acería en Sartana, ahora Ilyich Steel & Iron Works.
En 1935, se fundó en Sartaná el conjunto de danza y canto griego de folclore "Los diamantes de Sartana", el principal grupo griego del mar de Azov y Ucrania. En 1936, el conjunto ocupó el primer lugar entre 32 participantes, en la presentación de grupos de minorías nacionales de toda la Unión Soviética, en Moscú. Pero el grupo se vio obligado a cerrar en 1937 debido a la represión política. En 1938, Sartaná recibió el estatus de asentamiento de tipo urbano.
En 2014 y 2015, durante la guerra del Dombás, Sartaná sufrió hostilidades directas y fue bombardeada en numerosas ocasiones, como el 14 de octubre. El 17 de octubre de 2014, el gobierno griego anunció su disposición a ayudar a las víctimas del bombardeo en Sartaná. Al final el ejército ucraniano y el batallón Azov lograron retener el control del asentamiento.
Tras la invasión rusa de Ucrania, Sartaná fue tomada por las fuerzas de la República Popular de Donetsk el 1 de marzo de 2022, con el respaldo de las tropas rusas, así como el pueblo costero de Sirokin. Se informó en una carta escrita por Alexandra Protsenko-Pichadzhi, presidenta de la Federación de Comunidades Griegas de Ucrania, que las tropas rusas dañaron gravemente Sartaná. La Embajada de Rusia en Atenas expresó sus condolencias por los muertos, pero luego agregó que la Fuerza Aérea Rusa no fue responsable de los ataques. Los principales líderes políticos griegos, el Primer Ministro Mitsotakis y el líder de la oposición Tsipras condenaron los ataques y muertes de griegos étnicos.

## Demografía
La evolución de la población de Sartaná entre 1859 y 2022 fue la siguiente:
| 2482                                                          | 4834 | 6218 | 7856 | 8823 | 10 031 | 10 791 | 10 951 | 10 772 | 10 783 | 5159 | 10 350 | 10 070 |
| (Fuente: Cities & Towns of Ukraine y UKRAINE: Größere Städte) |      |      |      |      |        |        |        |        |        |      |        |        |

Según el censo de 2001, la lengua materna de la mayoría de los habitantes, el 91,56%, es el ruso; del 3,62% es el ucraniano y del 4,41%, el griego. Sin embargo, la mayoría de la población son griegos étnicos. Según el censo de 1939, el 71% de la población eran griegos, el 18,2% eran ucranianos y el 9,6%, rusos.

## Infraestructura

### Arquitectura, monumentos y lugares de interés
En 1987 se fundó el museo de Historia y Etnografía de los Griegos de Azov en Sartaná, .

## Galería

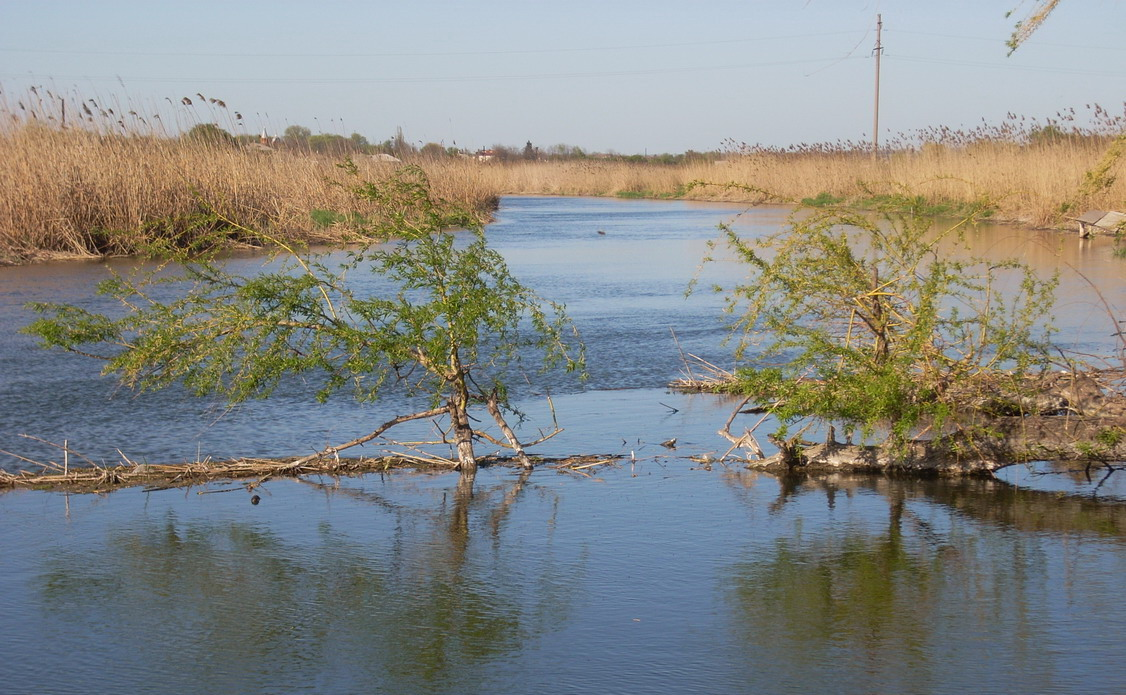
Río Kalmius en Sartaná
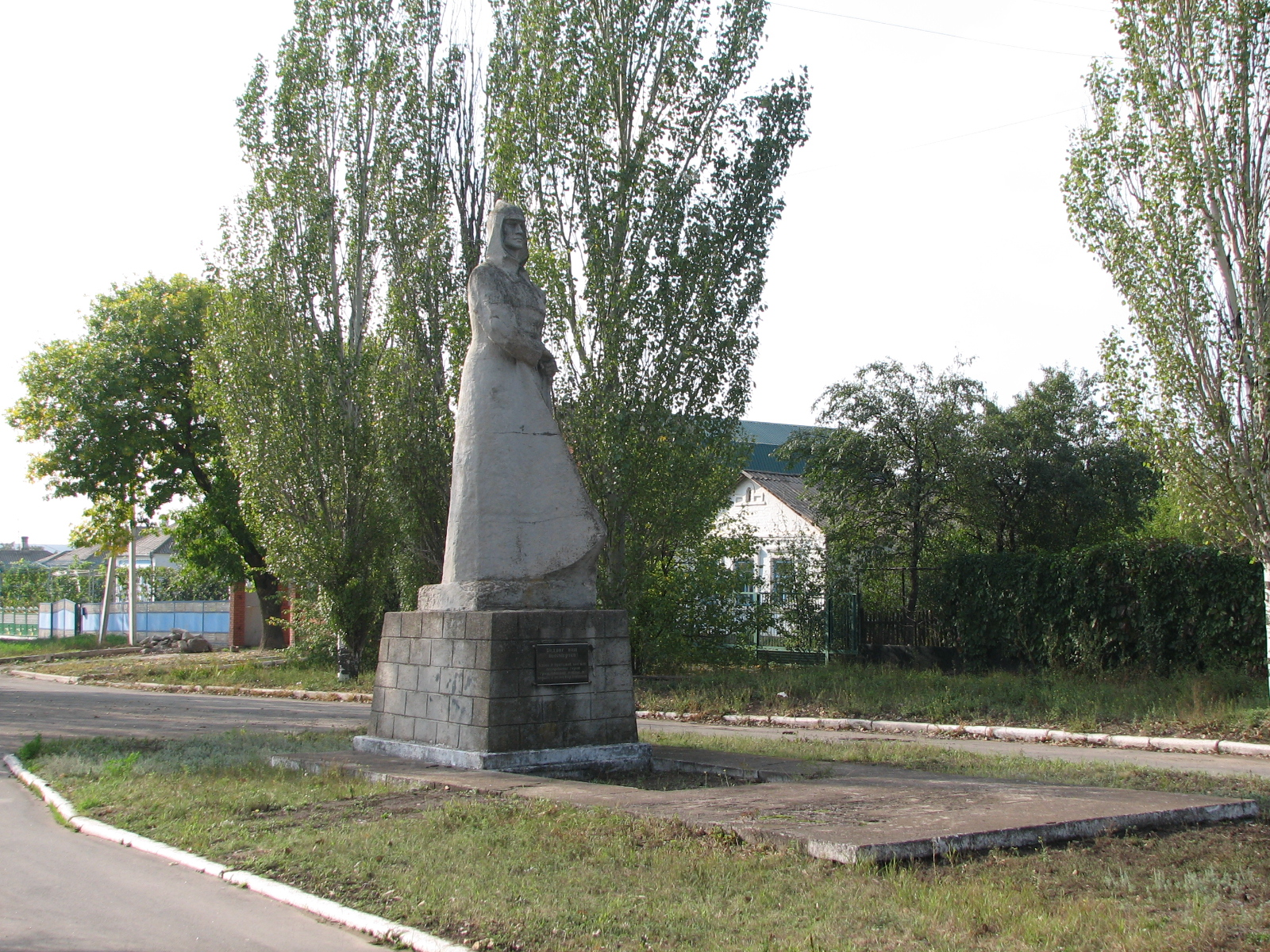
Memorial soviético
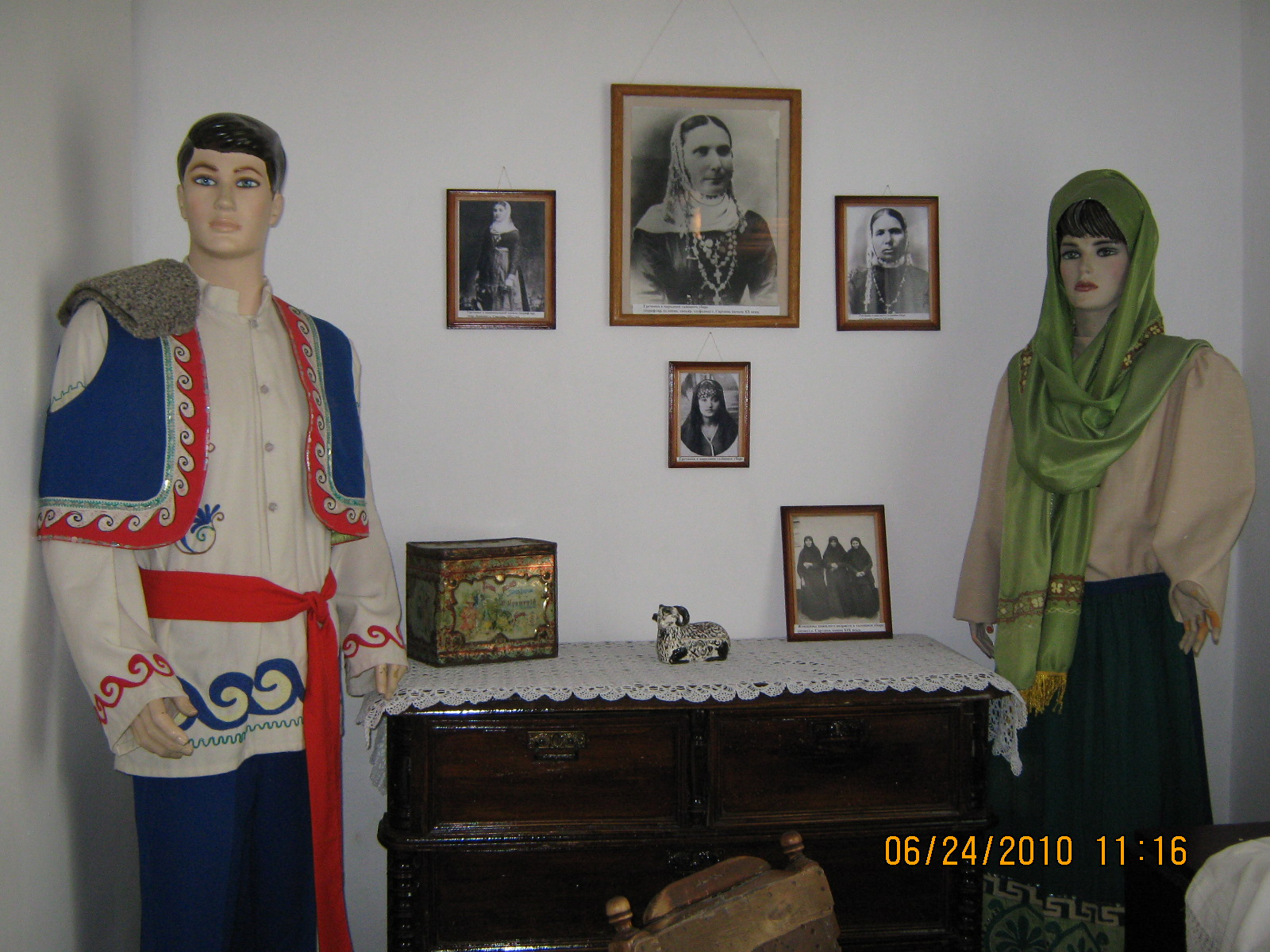
Museo de los Griegos de Azov de Sartaná
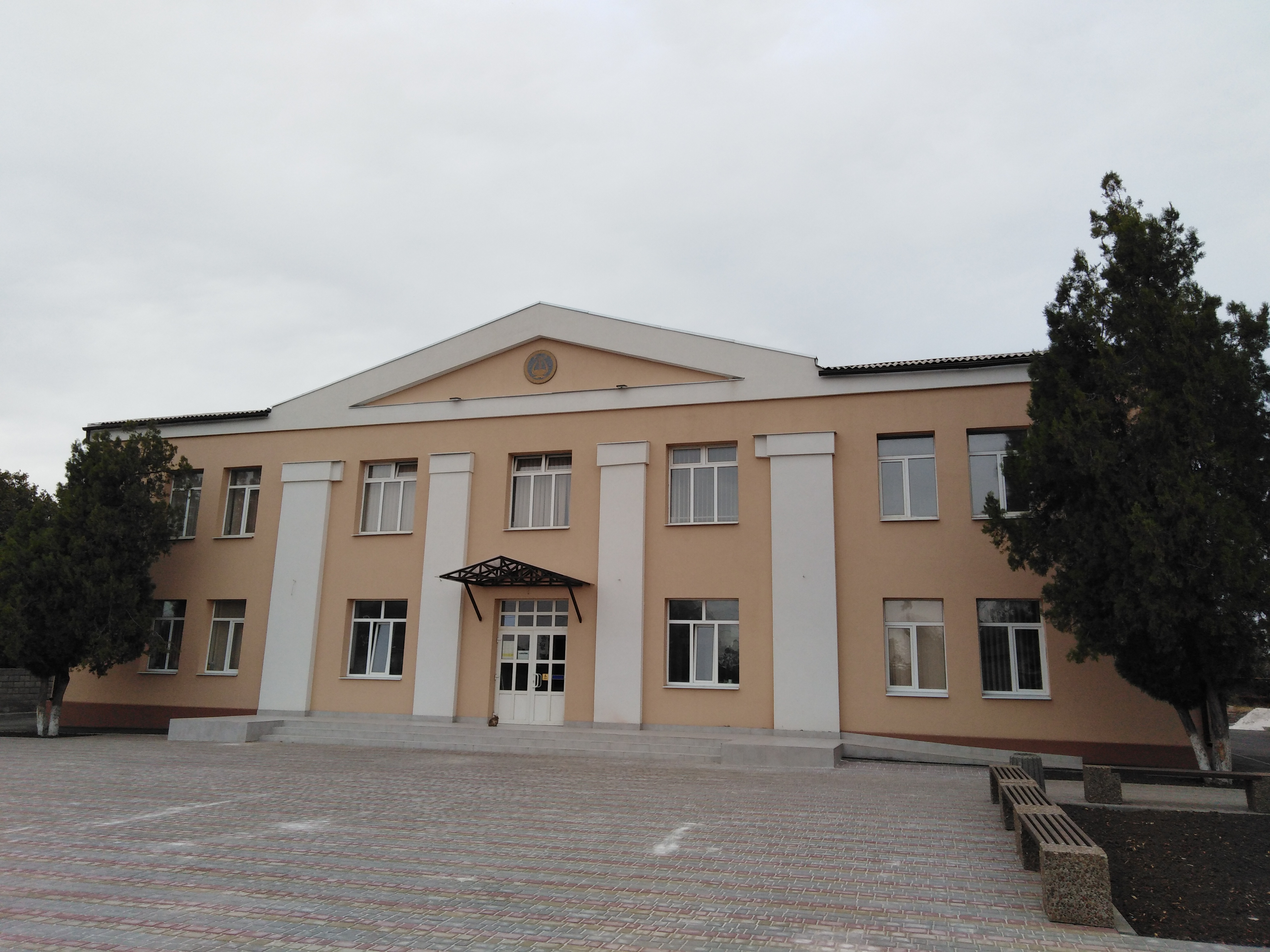
Casa de la cultura de Sartaná